# Gerichtskommission (Preußen)
Eine Gerichtskommission war im Königreich Preußen eine Außenstelle eines Gerichtes.

## Geschichte
In Preußen war das Land- und Stadtgericht von 1808 bis 1849 die überwiegend verwendete Bezeichnung für das staatliche Gericht erster Instanz. Diese Land- und Stadtgerichte waren entstanden aus der Zusammenfassung der bisherigen Stadtgerichte mit den staatlichen Justizämtern und Gerichten auf dem Land. Der Sprengel dieser Gerichte war nun deutlich größer als bisher. Da die Mobilität der Bürger sich damals auf Pferde(fuhrwerke) und zu Fuß gehen beschränkte, bedeutete dies vielfach, dass es nicht jedem möglich war an einem Tag zum Gericht zu gehen und am gleichen zurückzukehren. Daher wurde vielfach angeordnet, dass das Gericht an weiteren Standorten Gerichtstage zu halten hatte oder (bei größerem Bedarf), dass Gerichtskommissionen oder -deputationen dort gebildet werden sollten.
Nach der Märzrevolution wurden 1849 in Preußen die Patrimonialgerichte abgeschafft und einheitlich Kreisgerichte gebildet. Weiterhin wurden Gerichtskommissionen oder -deputationen gebildet. Mit den Reichsjustizgesetzen entstanden 1879 einheitlich Amts-, Land- und Oberlandesgerichte. Diese hatten jeweils deutlich kleinere Sprengel als die Kreisgerichte. Die Kreisgerichte sowie die Gerichtskommissionen oder -deputationen wurden daher überwiegend in eigenständige Amtsgerichte umgewandelt, Gerichtskommissionen oder -deputationen bestanden danach nicht mehr.

## Organisation der Gerichtskommissionen
An jeder Gerichtskommission bestand jeweils mindestens eine Richterstelle. Der Richter wirkte dauerhaft am Ort der Gerichtskommission. Daneben war die Gerichtskommission mit weiteren Subalternbeamten nach Bedarf besetzt. Die Gerichtskommission war für den Ort, an dem sie eingerichtet war und das Umfeld verantwortlich. Im Schnitt gab es 7000 Gerichtseingesessene im Sprengel einer Gerichtskommission. Der Richter war Mitglied des Kreisgerichts und konnte als Ergänzungsrichter bei Kammerentscheidungen des Kreisgerichts mitwirken. Die Gerichtskommission unterlag der Dienstaufsicht des Präsidenten des Kreisgerichts. 1861 bestanden 503 Gerichtskommissionen in Preußen.

## Organisation der Gerichtsdeputationen
Die Gerichtsdeputationen waren größere Außenstellen der Kreisgerichte. Diese bestanden mindestens aus drei Richtern und konnten so als Spruchkörper zusammentreten um kollegiale Entscheidungen zu treffen. Die Gerichtsdeputationen waren entweder dauerhaft an einem Ort eingerichtet oder traten periodisch als Gerichtsdeputation zusammen. Im zweiten Fall bestanden die aus Richtern der Gerichtskommissionen, ergänzt um Kreisrichter. 1861 bestanden im Preußen 45 ständige und 22 periodische Gerichtsdeputationen.